# Chinesischer Klebsame
Der Chinesische Klebsame (Pittosporum tobira) ist eine Pflanzenart aus der Gattung der Klebsamen (Pittosporum) in der Familie der Klebsamengewächse (Pittosporaceae). Sie stammt aus Ostasien und einige Sorten werden als Zierpflanzen verwendet.

## Beschreibung

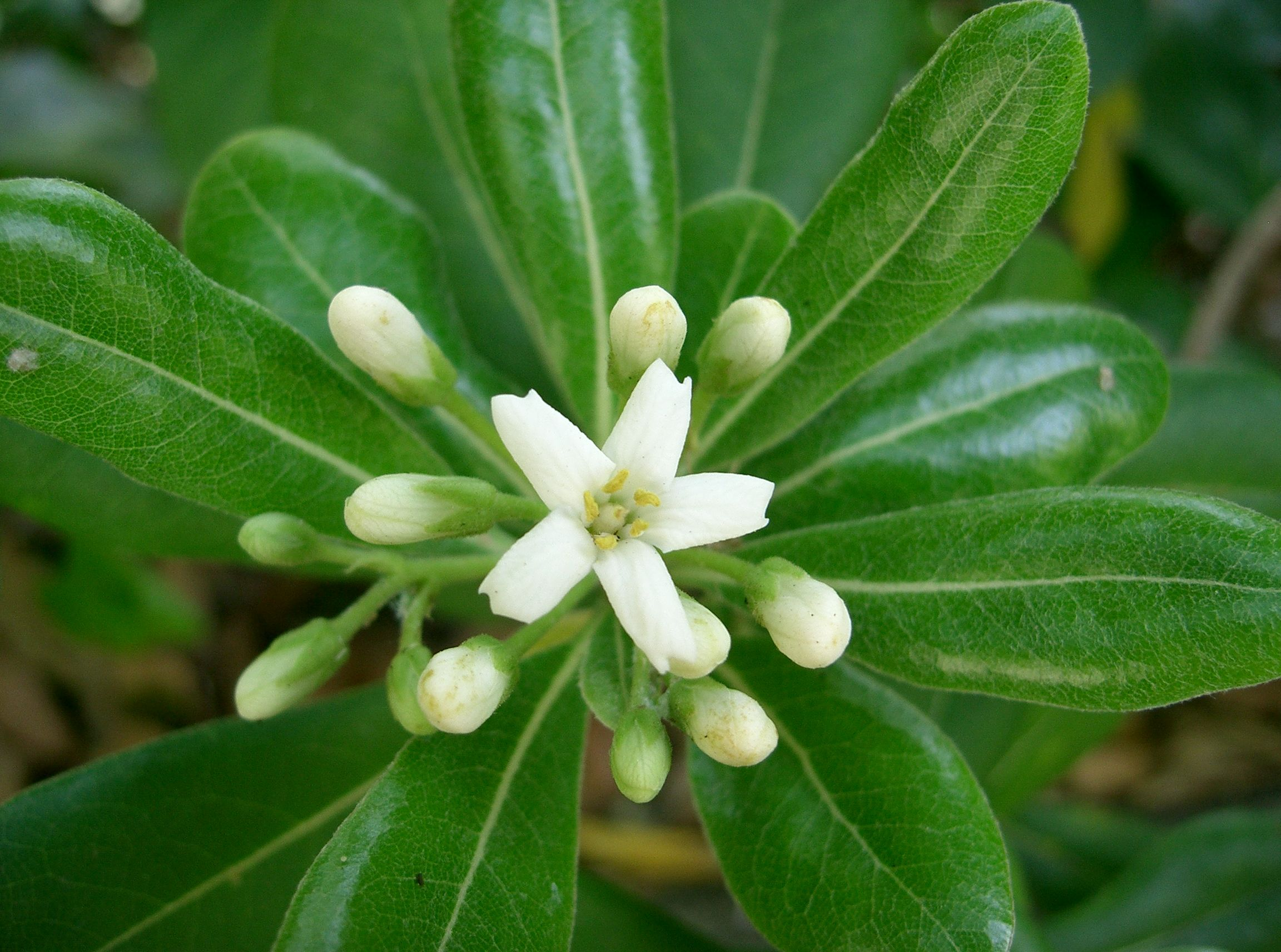
Blütenstand mit Blüte und ungeöffnete Blütenknospen

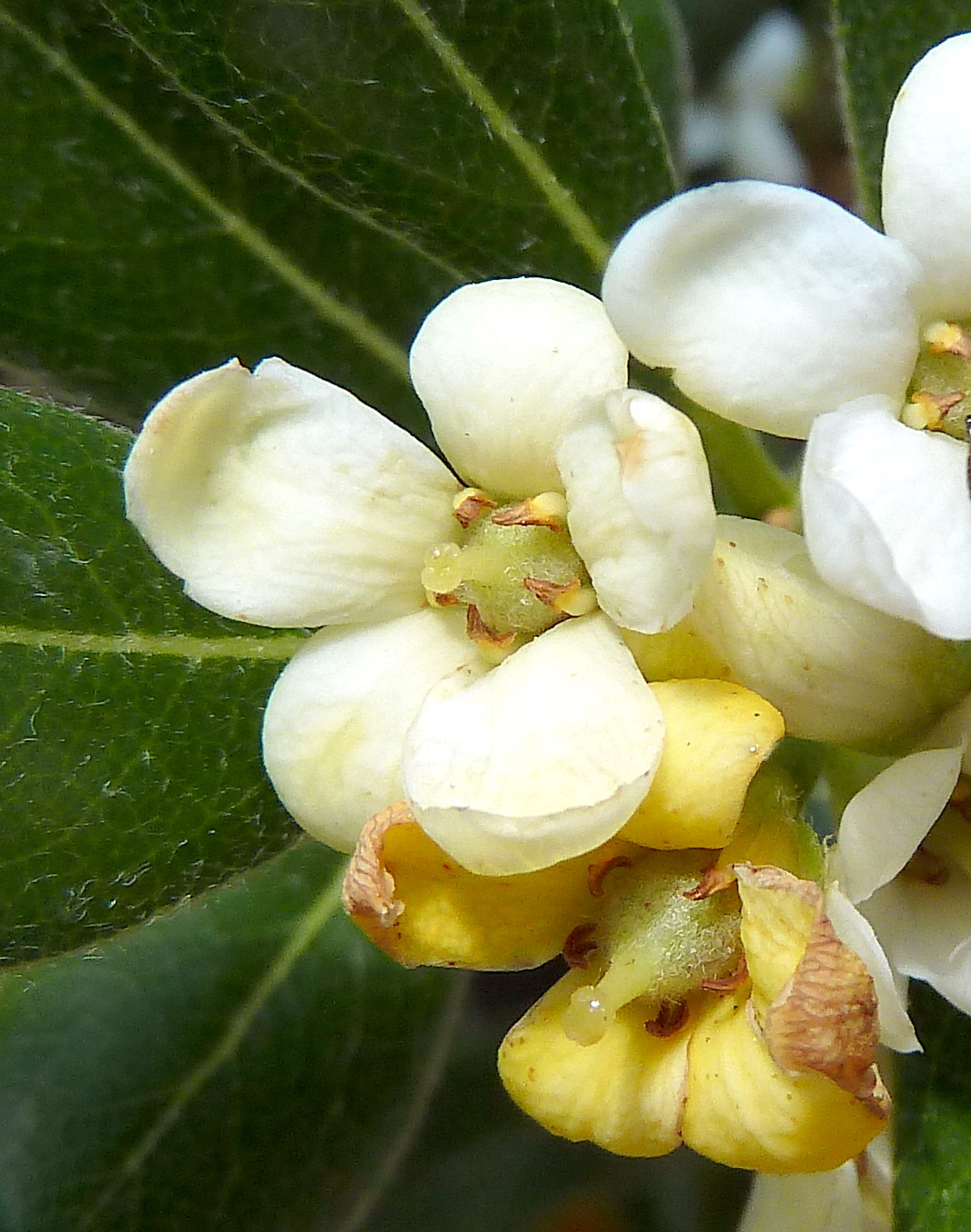
Blüten in Makroaufnahme

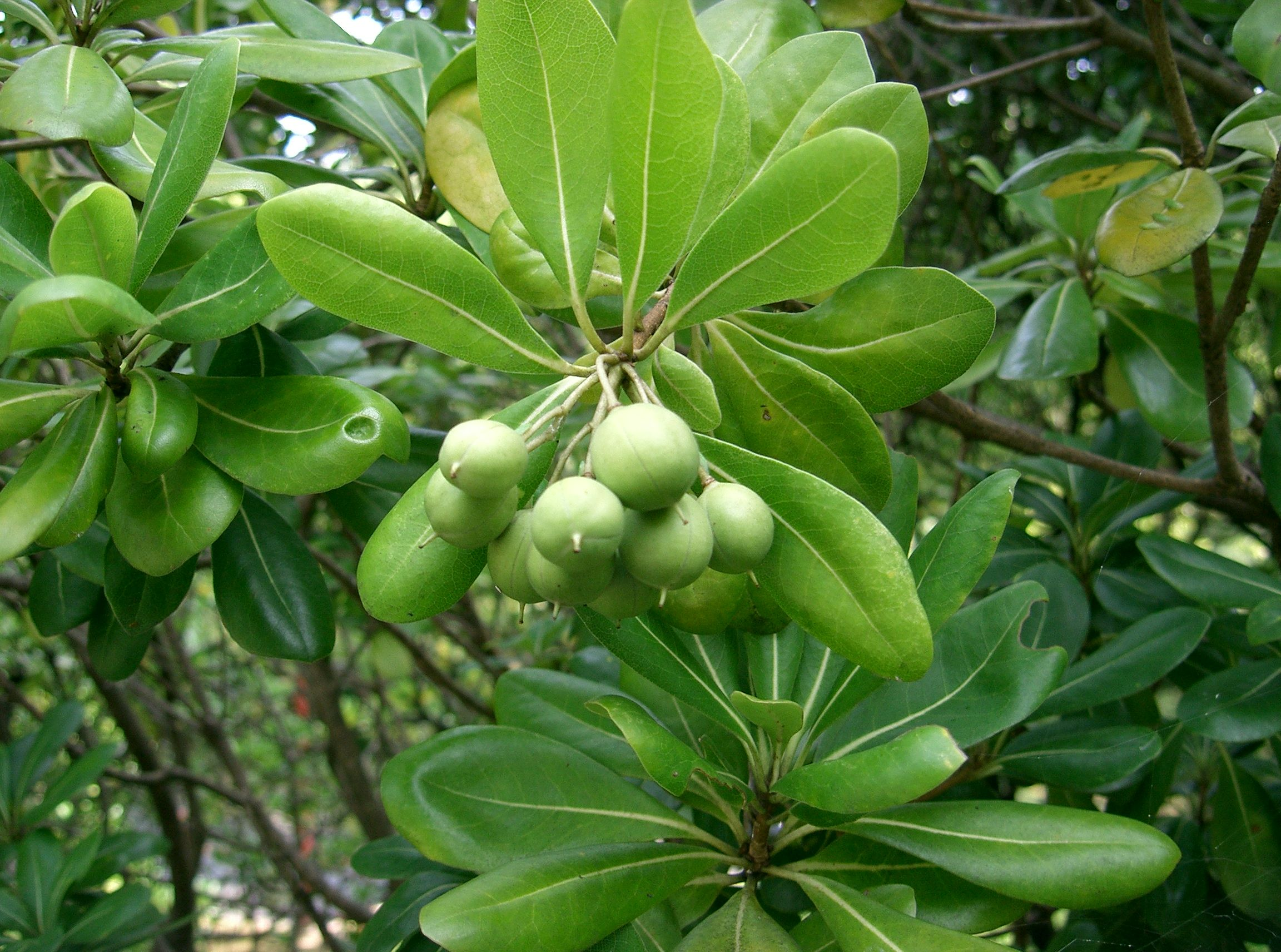
Unreifer Fruchtstand

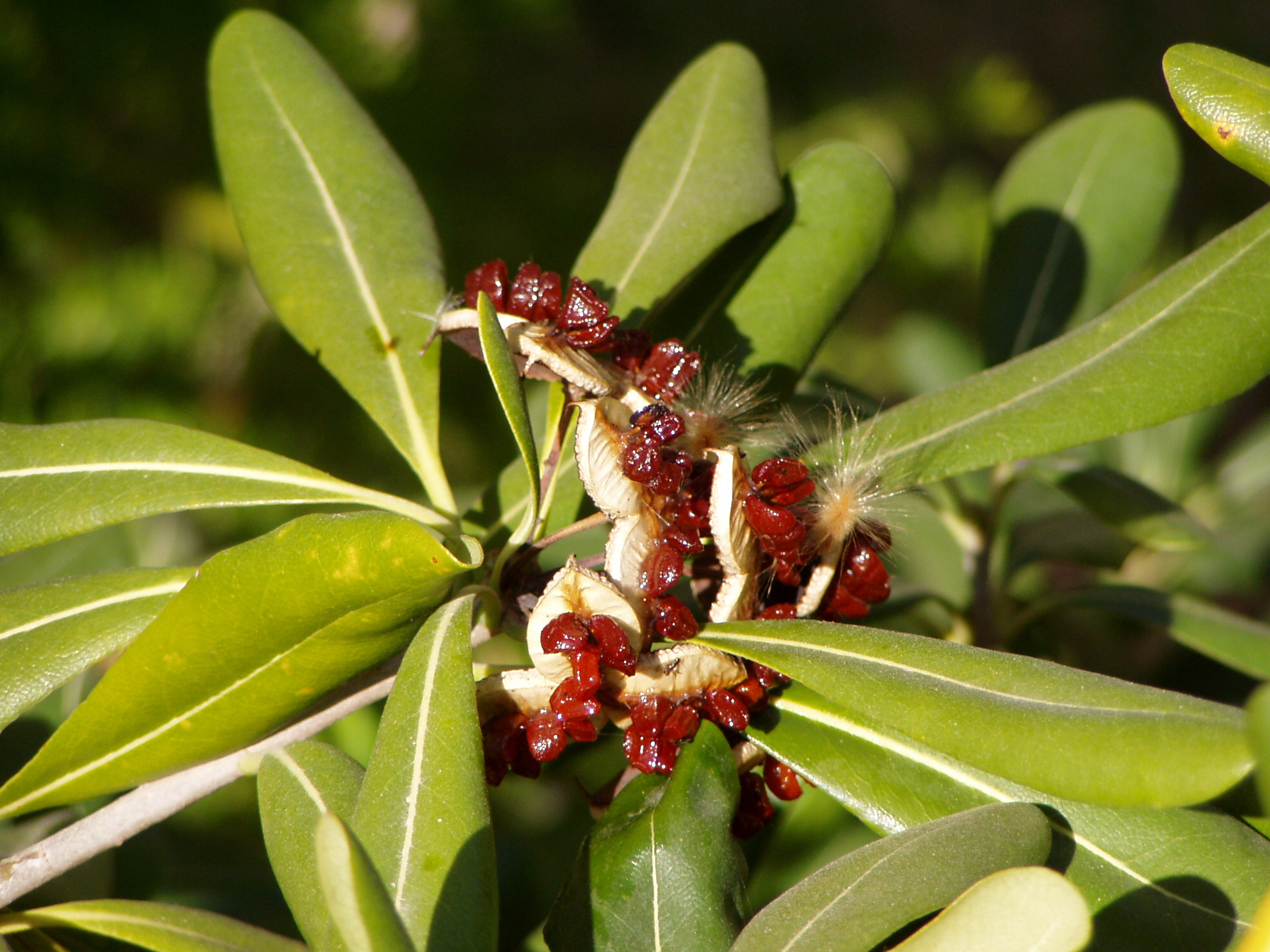
Geöffnete Kapselfrüchte mit roten Samen

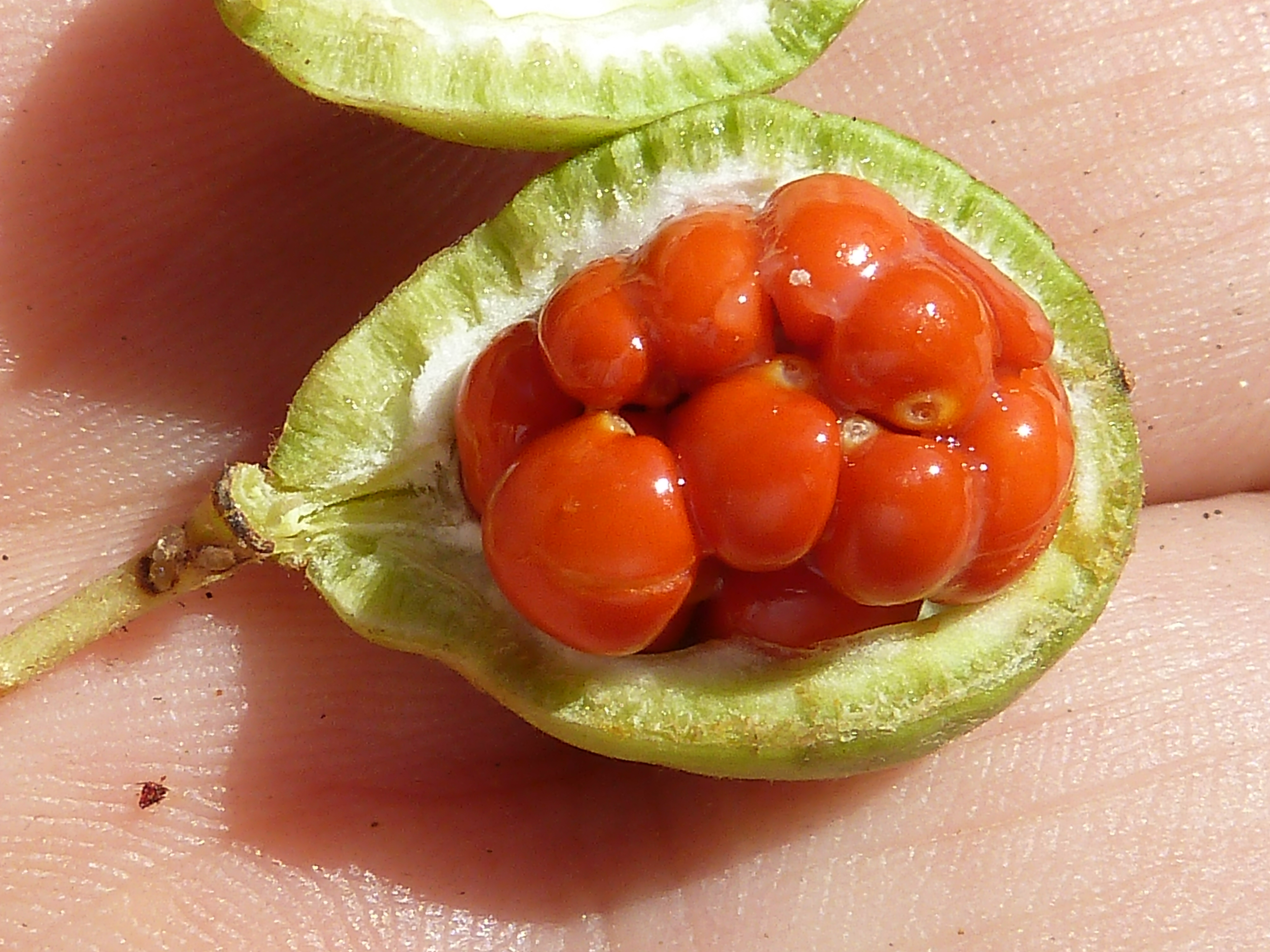
Geöffnete Kapselfrüchte mit roten Samen

### Vegetative Merkmale
Der Chinesische Klebsame wächst als immergrüner Strauch oder kleiner Baum und erreicht Wuchshöhen bis etwa 5–6 Meter. 
Die wechselständig, schraubig und an den jüngeren Zweigen oft gedrängt angeordneten Laubblätter sind in Blattstiel und -spreite gegliedert. Der Blattstiel ist bis etwa 2 Zentimeter lang. Die einfache, glänzende und ledrige, ganzrandige, abgerundete bis stumpfe, unterseits hellere Blattspreite ist bei einer Länge von 4 bis 9 Zentimetern und einer Breite von 1,5 bis 4 Zentimetern elliptisch bis verkehrt-eiförmig.

### Generative Merkmale
Die Blütezeit reicht von März bis Mai. Die endständigen oder zumindest nahe den Zweigenden stehenden Blütenstände sind Dolden oder Schirmrispen. Die lanzettlichen Tragblätter sind 4 bis 5 Millimeter lang. Die Blütenstiele sind 1 bis 2 Zentimeter lang. 
Pittosporum tobira ist funktionell einhäusig monözisch. Die stark duftenden, funktionell eingeschlechtlichen Blüten sind radiärsymmetrisch und fünfzählig mit doppelter Blütenhülle. Die Kelchblätter sind schmal-eiförmig und 3 bis 4 Millimeter groß. Die zunächst weißen und sich später gelb färbenden, glockenförmig zusammenstehenden, oberseits ausladenden Kronblätter sind bei einer Länge von 1 bis 1,2 Zentimetern verkehrt-eiförmig bis elliptisch. Es sind in den männlichen Blüten kurze Staubblätter und ein Pistillode, der anfänglich fruchtbar ist, vorhanden. Die weiblichen Blüten besitzen einen oberständigen, einkammerigen und behaarten Fruchtknoten mit kurzem Griffel sowie Staminodien. Unten am Fruchtknoten sind Nektarien vorhanden. 
Die rundliche bis verkehrt-eiförmig, vielsamige, dreiklappige und gelbe bis bräunliche, mehr oder weniger behaarte Kapselfrucht mit Griffelresten an der Spitze ist bis etwa 1,2–1,5 Zentimeter groß. Die dicke Schale ist holzig und etwa 1,5 Millimeter dick. Die vielen roten Samen mit klebriger, fleischiger Samenschale (Myxotesta, Arillus, Sarkotesta) sind etwa 4–7 Millimeter groß.
Die Pflanze gilt als schwach giftig.

### Chromosomenzahl
Die Chromosomenzahl beträgt 2n = 24 oder 28.

## Verbreitung
Die Heimat des Chinesischen Klebsamens liegt in Ostasien. In Japan erstreckt sich sein Verbreitungsgebiet über das westliche Honshū, über Kyūshū, Shikoku und die Ryūkyū-Inseln. Er kommt im südlichen Korea und auf Taiwan vor. In China kommt er in der südöstlichen Provinz Fujian vor; ob dieses Vorkommen auf dem asiatischen Festland ursprünglich ist, ist jedoch nicht sicher.

## Taxonomie
Die Erstveröffentlichung erfolgte 1780 unter dem Namen (Basionym) Euonymus tobira durch Carl Peter Thunberg. Die Neukombination zu Pittosporum tobira (Thunb.) W.T.Aiton wurde 1811 durch William Townsend Aiton veröffentlicht.

## Nutzung
Der Chinesische Klebsame wird fast weltweit in klimatisch passenden Regionen als Zierpflanze in Parks und Gärten verwendet. Sie toleriert Fröste bis etwa −5 °C. Er ist in Mitteleuropa nicht winterhart. 
Es gibt einige Zuchtformen (Auswahl):
- ‘Variegata’: Diese Form besitzt graugrün und cremeweiß panaschierte Laubblätter; sie wird meist nur 1,5 Meter hoch.
- ‘Wheeler's Dwarf’: Diese Form ist zwergwüchsig und wird nur etwa 60 Zentimeter hoch.